# Zamfirache Ralli

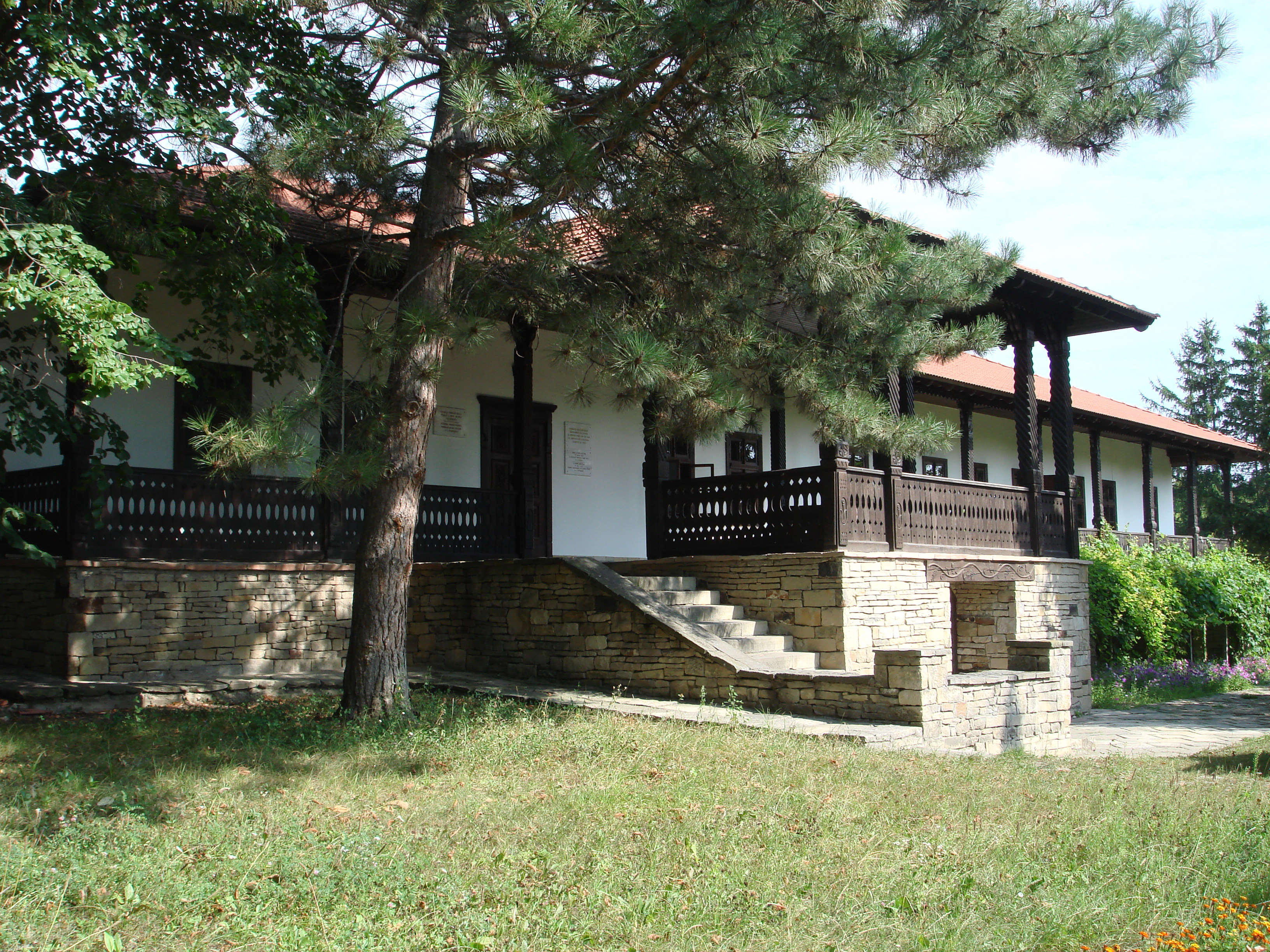
Conacul lui Zamfirache Ralli din Dolna

Zamfirache (de asemenea, în surse rusești, Zamfir sau Zahar) Ralli (n. 1769  – d. 22 decembrie 1831) a fost un moșier din Basarabia, proprietar al satului Dolna, asesor colegial⁠(d) și membru al curții regionale.
La sfârșitul secolului al XVIII-lea, negustorul grec Zamfirache Ralli s-a stabilit în Moldova și a devenit nobil datorită căsătoriei sale cu o descendentă a boierimii locale, din vechea familie Arbore. Ralli este cunoscut mai ales pentru faptul că l-a găzduit pe Aleksandr Pușkin în timpul exilului acestuia din 1820-1823. Vizitele lui Pușkin în casa familiei Ralli, atât la Chișinău cât și la Dolna, au fost consemnate de istoricul militar Ivan Liprandi. Soția lui Ralli, potrivit lui Liprandi, era „foarte deșteaptă și cărturară”, iar lui Pușkin „îi plăcea să pălăvrăgească cu ea”. În epoca sovietică, în conacul lui Ralli din Dolna a fost amenajat un muzeu, iar satul a fost redenumit în Pușkino.

## Copii
- Grigori sau Gheorghe (1797-1835)
- Ekaterina (1798-1869), căsătorită cu funcționarul public Apostol Stamo (1755-1830). În 1831, ofițerul Nikolai Stepanovici Alekseev îi scria lui Pușkin că Ekaterina a devenit văduvă și se simte, în sfârșit, „liberă”.[2]
- Ivan (1799-1858), căsătorit cu Anna Pavlovna Poltorațkaia, verișoară cu Anna Kern
- Mihail (1801-1861)
- Mariola (d. cca. 1830), căsătorită cu maiorul Fiodor Metlerkampf. Într-o scrisoare adresată lui Filipp Vighel (22 octombrie 1830), scrisă la scurt timp după nunta Mariolei, Pușkin a rugat să i se transmită că „îi sărută mâinile lui Maighin și îi dorește fericirea pe pământ, păstrând tăcerea despre cer”.[3]
- Konstantin (1811-1856), tatăl scriitorului Zamfir Ralli-Arbore. Cel din urmă a publicat amintirile mătușii sale Ekaterina despre Pușkin.[4]
- Elena (1813-1875)